# Prezident Portugalska
Prezident Portugalské republiky (portugalsky: Presidente da República Portuguesa) je hlavou státu a nejvyšším úřadem Portugalska. Podle portugalské ústavy přijaté v roce 1976 je prezident volen přímou volbou na pětileté funkční období. Může být znovu zvolen, ale jen jednou. Prezident je volen ve dvoukolovém systému: pokud žádný kandidát nezíská více než polovinu hlasů během prvního kola, dva kandidáti s nejvyšším počtem hlasů se střetnou v kole druhém, které se koná o dva týdny později. Druhé kolo však bylo potřeba pouze jednou, během prezidentských voleb v roce 1986. Všichni zvolení prezidenti od karafiátové revoluce (1974) sloužili dvě po sobě jdoucí funkční období. Oficiálním sídlem portugalského prezidenta je palác Belém v Lisabonu.
Funkce byla zavedena již po založení republiky roku 1910, ale její pravomoci a vztah k ministerskému předsedovi a vládním kabinetům se postupem času měnily. Současná tzv. Třetí portugalská republika má poloprezidentský systém. Prezident nemá žádnou přímou výkonnou moc, na rozdíl od svých protějšků ve Spojených státech a Francii, je však více než pouhou ceremoniální postavou, jak je tomu v parlamentních systémech: má o něco větší pravomoci v zahraniční a obranné politice. Prezident má například diskreční pravomoc rozpustit parlament, když to uzná za vhodné (v Portugalsku je tato pravomoc hovorově označována jako „atomová bomba“). Využil ji například prezident Jorge Sampaio na konci roku 2004 k odstranění kontroverzní vlády Pedra Santany Lopese, a to navzdory tomu, že vláda měla podporu většiny parlamentu. V roce 2003 zasáhl prezident Sampaio i do obranné politiky, když zakázal nasazení portugalské armády ve válce v Iráku, se kterou osobně nesouhlasil. Střetl se v této otázce s tehdejším premiérem José Manuelem Barrosem. Výsledkem byl jistý kompromis, neboť Barroso nechal vyslat do Iráku 128 příslušníků Národní republikánské gardy, na niž prezident vliv nemá. Odborníci soudí, že prezident Portugalska nezapadá do žádné ze tří tradičních mocí – zákonodárné, výkonné a soudní –, místo toho působí jako jakýsi moderátor mezi nimi. Před karafiátovou revolucí se pravomoci prezidenta značně lišily; někteří prezidenti byli de facto diktátory (jako třeba Sidónio Pais), zatímco jiní byli jen o málo víc než loutky (jako Craveiro Lopes nebo Américo Tomás). Během Estado Novo měl prezident nominálně téměř diktátorské pravomoci, ale v praxi měl nejvyšší moc António de Oliveira Salazar, předseda Rady ministrů.
Současná Ústava uděluje prezidentovi následující pravomoci: vykonává funkce vrchního velitele ozbrojených sil a velmistra tří řádů a na návrh vlády jmenuje a odvolává náčelníka Generálního štábu ozbrojených sil a náčelníky generálních štábů tří složek ozbrojených sil. Může rozpustit Shromáždění republiky (jednokomorový parlament), z čehož vyplývá nutnost vypsání nových parlamentních voleb a po jejich konání demise vlády. Jmenuje předsedu vlády s přihlédnutím k výsledkům voleb a na návrh předsedy vlády jmenuje zbývající členy vlády. Prezident může vládu odvolat, pokud je to nutné k zajištění řádného fungování demokratických institucí. Orgány samosprávných krajů může prezident rozpustit za závažné činy v rozporu s Ústavou. Prezident vyhlašuje stav obležení a nouzový stav na základě pověření Shromážděním republiky. Na návrh vlády a se zmocněním Shromáždění republiky může prezident republiky v případě účinné nebo bezprostředně hrozící agrese vyhlásit válku a uzavřít mír. Vyhlašuje nebo podepisuje a následně může vetovat zákony, zákonná nařízení, regulační nařízení a další nařízení vlády. Ratifikuje mezinárodní smlouvy. Vyhlašuje referenda, jejichž konání navrhuje parlament. Může požádat Ústavní soud, aby posoudil ústavnost norem obsažených v mezinárodních úmluvách nebo v zákonech, jež mu byly předloženy k podpisu a vyhlášení. Jmenuje a může odvolat (na návrh vlády) představitele autonomních oblastí, předsedu Účetního dvora, generálního prokurátora republiky, pět členů Státní rady a dva členy Vrchní rady soudnictví. Na návrh vlády jmenuje velvyslance a mimořádné vyslance a akredituje zahraniční diplomatické zástupce. Může po konzultaci s vládou udělit milost nebo zmírnit trest. Pokud prezident zemře nebo se stane nezpůsobilým k výkonu funkce, převezme úřad s omezenými pravomocemi předseda Shromáždění republiky, dokud není po nových volbách inaugurován nový prezident.